# Wasmannia
Wasmannia Forel, 1893 è un genere di formiche della sottofamiglia Myrmicinae.

## Distribuzione
Il genere è presente in Sud America e America Centrale.

Wasmannia affinis è una specie invasiva presente in molti paesi.

## Tassonomia
Il genere è composto da 11 specie:
- Wasmannia affinis Santschi, 1929
- Wasmannia auropunctata (Roger, 1863)
- Wasmannia iheringi Forel, 1908
- Wasmannia longiseta Cuezzo & Calcaterra, 2015
- Wasmannia lutzi Forel, 1908
- Wasmannia rochai Forel, 1912
- Wasmannia scrobifera Kempf, 1961
- Wasmannia sigmoidea (Mayr, 1884)
- Wasmannia sulcaticeps Emery, 1894
- Wasmannia villosa Emery, 1894
- Wasmannia williamsoni Kusnezov, 1952